# جي. بيتر سكوت
جي. بيتر سكوت (بالإنجليزية: G. Peter Scott)‏ هو رياضياتي بريطاني، ولد في 1945.